# Vinzenz Lackner
Vinzenz Lackner (* 21. Dezember 1909 in Fohnsdorf; † 8. September 1996 in Judenburg) war ein österreichischer Schuhmacher, Schlosser, Werkmeister, Betriebsrat und Politiker (ÖVP).
Vom 5. November 1949 bis zum 6. April 1970 gehörte er dem steirischen Landtag in fünf aufeinanderfolgenden Gesetzgebungsperioden als Landtagsabgeordneter an.

## Leben und Wirken
Vinzenz Lackner wurde am 21. Dezember 1909 als Sohn des Fassungsgehilfen Ignaz Lackner (* 30. Juli 1873 in Pichl bei St. Peter ob Judenburg; † unbekannt) und dessen Ehefrau, der Gastwirtstochter und Wirtschafterin Helena (geborene Egger; * 29. März 1884 in Rattenberg; † 24. April 1956 in Dietersdorf), in Fohnsdorf geboren und am 23. Dezember 1909 auf den Namen Vinzenz getauft. Seine Eltern hatten am 27. Jänner 1907 in Fohnsdorf geheiratet. Am 4. Juli 1926 wurde Vinzenz Lackner in Judenburg gefirmt.
Nach dem allgemeinen Schulbesuch absolvierte er eine Ausbildung zum Schuhmacher und war in weiterer Folge in diesem Beruf tätig. Später ließ er sich zum Schlosser umschulen und war in diesem Bereich beruflich aktiv. Bereits früh engagierte er sich in der Sozialdemokratie, jedoch fand dieses Engagement nach dem Scheitern des Februaraufstandes 1934 ein vorübergehendes Ende. Am 20. Mai 1939 heiratete er in der Wallfahrtskirche Maria Buch eine Maria Skorbier (* 23. November 1919 in Pöls; † 14. Februar 2005 im LKH Knittelfeld). Noch im selben Jahr wurden die beiden Eltern einer Tochter (Erika Maria Magdalena; verheiratete Hawlisch; * 24. Oktober 1939; † 4. August 2022). Während des Zweiten Weltkrieges versah er seinen Kriegsdienst bei einer technischen Einheit. Nach dem Krieg stieg Lackner, der unter anderem auch eine Werkmeisterschule absolvierte hatte, bis zum Werkmeister bei der Alpine Montan auf. Im Unternehmen agierte er auch als Obmann des Angestelltenbetriebsrates und stieg bis zum Zentralbetriebsratsobmann der Oesterreichisch-Alpinen Montangesellschaft auf.
Am 5. November 1949 zog Lackner in den steirischen Landtag ein, dem er daraufhin in fünf aufeinanderfolgenden Gesetzgebungsperioden (II., III., IV., V. und VI.) als Landtagsabgeordneter angehörte. Dabei wirkte er vor allem im Verkehrs- und Volkswirtschaftlichen Ausschuss und fungierte ab 1953 auch als Ordner. Er gehörte dem Landtag somit bis zum 6. April 1970, dem letzten Tag der VI. Gesetzgebungsperiode, an und beendete anschließend seine politische Karriere.
Bei der Hauptversammlung des WSV-ATUS-Vorwärts Fohnsdorf im Jahre 1953 wurde Lackner zu einem der Obmänner des Vereins gewählt. Mit Konstituierung am 11. April 1969 agierte Lackner als Vorsitzender-Stellvertreter des Überwachungsausschusses der Versicherungsanstalt des österreichischen Bergbaus.
Am 8. September 1996 starb Lackner im Alter von 86 Jahren im LKH Judenburg.